# András Schiffer
András Schiffer (* 19. června 1971, Budapešť) je maďarský právník a politik, jeden ze zakladatelů strany Lehet Más a Politika a lídr její kandidátky pro parlamentní volby 2010.

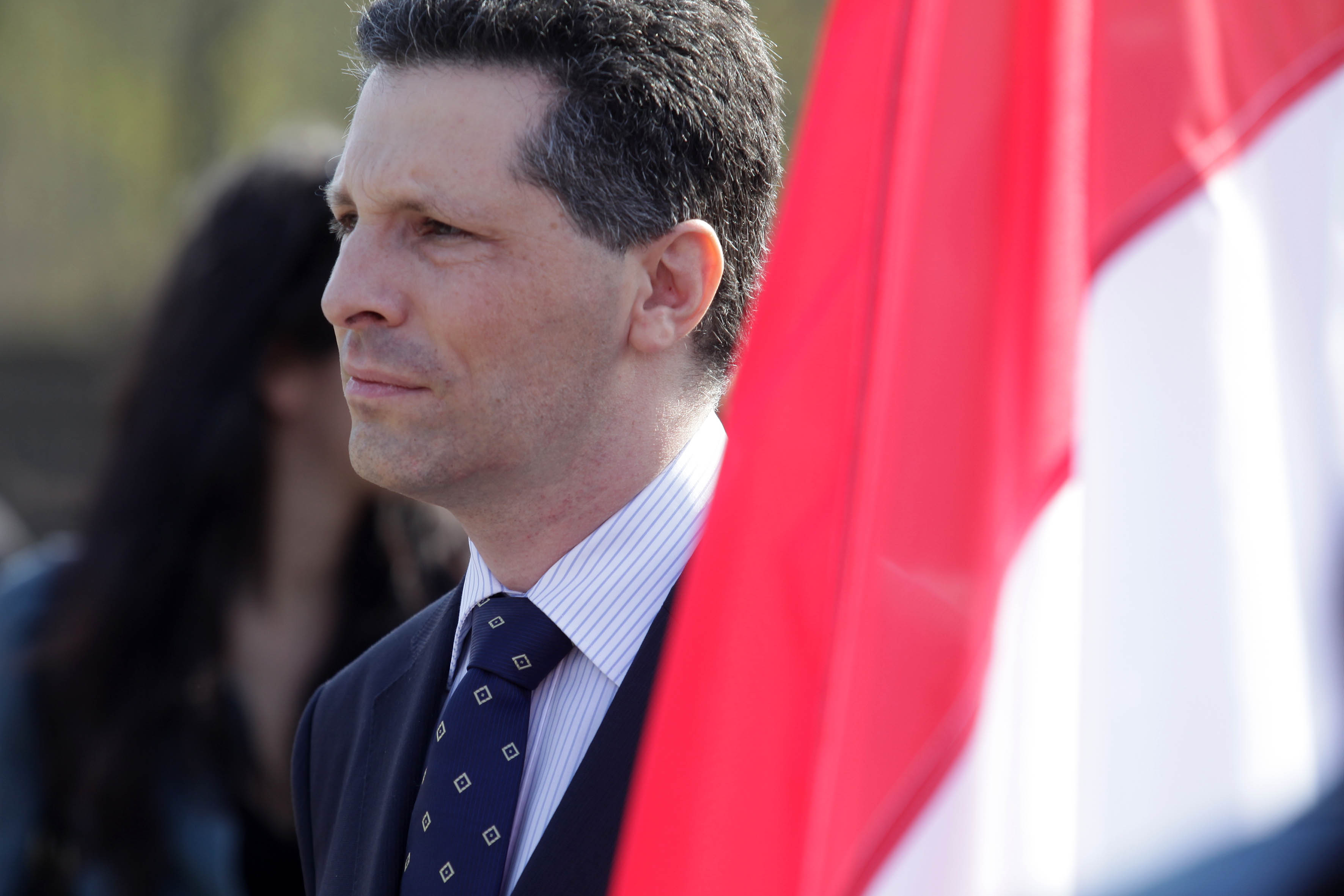
Dr. András Schiffer

## Biografie

### Studium
V roce 1990 začal studoval na právnickou fakultu Univerzity Loránda Eötvöse (ELTE) v Budapešti, kde roku 1995 získal titul doktor práv. Navíc v letech 1992 a 1994 studoval politologii.

### Právnická kariéra
V roce 1989 se stal pracovníkem v Ústřední knihovně na Marx Károly Közgazdaságtudományi Egyetem. Po absolutoriu pracoval v neziskových organizacích a právnický status získal roku 1999, kdy si také zřídil vlastní advokátní kancelář.
Roku 1996 se stal pracivníkem Társaság a Szabadságjogokért (TASZ). V létě 2008 se ujal právní obrany hnutí Lehet Más a Politika. Pracoval také pro Habeas Corpus Munkacsoport a Pszichiátriai Érdekvédelmi Fórum. Jako právník také mim jiné obhajoval Viktora Orbána.

### Politická kariéra
Roku 1989 byl členem gyurcsányho hnutí Új Nemzedék Mozgalom. V roce 1990 se stal jedním ze zakladatelů hnutí Ifjú Szocialisták. Vedle činnosti veřejného života je například ochráncem práv různých zelených hnutí. V roce 2002 se stal členem organizace Védegylet. Následně v roce 2005 úspěšně vedl prezidentskou kampaň László Sólyoma. V roce 2008 založil Lehet Más a Politika (LMP), jako sociální hnutí, které se roku 2009 stalo politickou stranou a přijal funkci tiskového mluvčího.
Pro parlamentní volby 2010 vedl celostátní kandidátní listinu Lehet Más a Politika.
Dne 7. května 2018 z LMP vystoupil.
V březnu 2024 se v souvislosti s pozastavením členství LMP – Zelené strany Maďarska v Evropská straně zelených (EGP) vyjádřil: „Udělal jsem obrovskou chybu, když jsem nadšeně podporoval vstup LMP do EGP po roce 2010. (...) Dobrou zprávou je, že podle odhadů zisků mandátů bude největším poraženým v eurovolbách právě EGP. Všechno musí v určitém okamžiku správně zapadnout.“ To, co EGP nazývá „demokratické“ a „proevropské“, je podle Schiffera ve skutečnosti imperialistické a proamerické.

## Rodina
Jeho otec sociolog Péter Schiffer byl náměstkem generálního ředitele Pénzügyi Szervezetek Állami Felügyelete (PSZÁF). Jeho strýc Pál Schiffer byl režisérem a János Schiffer byl v letech 1994 až 1998 náměstkem primátora hlavního města Budapešti. Jeho dědeček Árpád Szakasits byl prezidentem druhé Maďarské republiky v letech 1948 až 1949 a prvním předsedou komunistické Prezidiální rady Maďarské lidové republiky v letech 1949 až 1950.